# フォーエバー・フーリガンズ
フォーエバー・フーリガンズ（The Forever Hooligans）は、プロレスラー、ロッキー・ロメロとアレックス・コズロフとのタッグチーム。新日本プロレスを主戦場として活動していた。

## 概要
ROHのデイビー・リチャーズとのタッグNRC（No Remorse Corps）としてIWGPジュニアタッグ王座を保持していたロッキー・ロメロだったが、2012年5月3日に行われる予定だった防衛戦でリチャーズが来日をキャンセル。同王座を剥奪され、リチャーズはこれを以て新日本プロレスへの参戦を途絶えた。そのリチャーズとほぼ入れ替わる形でアレックス・コズロフが参戦。LA道場時代からの旧知の仲であるロメロとタッグを結成し、フォーエバー・フーリガンズを結成した。
7月22日山形大会で獣神サンダー・ライガー、タイガーマスク組のIWGPジュニアタッグ王座に挑戦。これに勝利を収め、第33代王者に君臨した。その後、TIME SPLITTERS（KUSHIDA、アレックス・シェリー組）と抗争を繰り広げ、同王座を賭けたタイトルマッチで幾度と対戦する。11月11日大阪大会で同王座から陥落するも、2013年5月3日福岡大会のタイトルマッチを制して、第35代王者組に返り咲いた。
7月27日、ROHに参戦。ボビー・フィッシュ、カイル・オライリー組の保持するROH世界タッグ王座を奪取し、第37代王者組に就いた。
2015年1月9日、コズロフがTwitterで自身の引退を発表したことからフォーエバー・フーリガンズは解散となってしまった。

## 合体技
コントラクトキラー
コズロフがアルゼンチンバックブリーカーで相手を担ぎ上げ、ロメロが担ぎ上げられた相手の首又は顔面に向けてスワンダイビング式ニードロップを放つ。
同タッグではフィニッシュ・ホールドとして多く用いられている。
ヘルズブルドーザー
コズロフがロメロを抱え上げた状態でコーナーダウンの相手に向けて走り込み、抱え上げられたロメロの膝を相手に叩き込む。

## タイトル歴
新日本プロレス
IWGPジュニアタッグ王座（第33代、第35代）
ROH
ROH世界タッグ王座（第37代）

## 入場テーマ曲
- B.M.F. (Blowin' Money Fast) / Rick Ross

初期のテーマ曲。
- Hooligans Never Say Die[2]

2013年6月頃から使用。